# Dennis Schnurr
Dennis Marion Schnurr, né le 21 juin 1948 à Sheldon (Iowa), est un prélat américain, archevêque de Cincinnati dans l'Ohio, 2009 à 2025.

## Biographie

### Formation
Dennis Schnurr naît à Sheldon dans l'Iowa, d'Edward et Eleanor (née Jungers) Schnurr. Il a deux frères et trois sœurs. Il est élevé à Hospers, suit les cours de la Spalding Catholic High School de Granville avant d'entrer au Loras College de Dubuque dont il obtient un Bachelor of Arts en 1970. Plus tard, il obtient un M.A. en théologie en 1974 de la Grégorienne à Rome.

### Prêtre
Dennis Schnurr est ordonné prêtre  par Frank Greteman, le 20 juillet 1974 pour le diocèse de Sioux City (Iowa). Il est nommé vicaire à la cathédrale de l'Épiphanie et à l'église du Saint-Sacrement, jusqu'en 1977, lorsqu'il commence ses études post-licence à l'école de droit canonique de l'université catholique d'Amérique, dont il reçoit un doctorat en 1980. Il sert ensuite comme vice-chancelier (1980-1981), puis chancelier (1981-1985) du diocèse de Sioux City, ainsi qu'officier des finances diocésaines (1980-1985), juge au tribunal diocésain (1980-1985), et secrétaire du conseil presbytéral (1981–1985).
En 1985, Dennis Schnurr est affecté au service de la nonciature apostolique de Washington. Il sert comme secrétaire général associé de la Conférence des évêques catholiques des États-Unis de 1989 à 1995; lorsqu'il est à ce poste, il supervise les services chargés de l'enseignement catholique, de la politique sociale de l'Église aux États-Unis et à l'étranger et des communications de la Conférence. Dennis Schnurr organise les journées mondiales de la jeunesse de 1993 à Denver, seule année où les États-Unis ont accueilli cet événement. Il est élevé au rang de prélat d'honneur de Sa Sainteté en 1993, et élu secrétaire général de la Conférence des évêques en 1994.

### Évêque de Duluth
Il est nommé évêque de Duluth, le 18 janvier 2001 par Jean-Paul II, et il est consacré le 2 avril 2001 par Harry Joseph Flynn (en). Il choisit comme devise: Quaerite Faciem Domini (Ps. 105, 4)

### Archevêque de Cincinnati
Dennis Schnurr est nommé archevêque coadjuteur de Cincinnati par Benoît XVI le 17 octobre 2008. Il succède automatiquement à Pilarczyk, lorsque celui-ci prend sa retraite, le 21 décembre 2009. Il consacre Jeffrey Monforton, évêque de Steubenville en 2012.
Le 12 février 2025, le pape François accepte sa démission pour raison d'âge.

### Article lié
- Église catholique aux États-Unis